# Fernando Gómez Colomer
Fernando Gómez Colomer, genannt Fernando, (* 11. September 1965 in Valencia) ist ein ehemaliger spanischer Fußballspieler.

## Karriere

### Vereine
Fernando spielte bereits in seiner Jugend für den FC Valencia und sollte dort auch den Großteil seiner Karriere verbringen.
Im Januar 1984 gab er sein Debüt in der Profimannschaft. Nach dem Abstieg in der Saison 1985/86 wurde Fernando unter Trainer Alfredo Di Stéfano zum Dreh- und Angelpunkt des Valencia-Spiels. Infolge des direkten Wiederaufstiegs entwickelte sich der Spanier auch in der Primera División zu einem echten Spielmacher mit Torjägerqualitäten. Daraufhin wurde Valencia zweimal Vizemeister und nahm fünfmal am UEFA-Pokal teil. 1989 gewann Fernando den Don Balón Award als Spaniens Fußballer des Jahres. 1995 erreichte er mit dem FC Valencia das Finale der Copa del Rey.
1998 verließ Fernando den Verein und wechselte für ein Jahr nach England zu den Wolverhampton Wanderers. Seine Karriere beendete er im Jahr 2000 bei CD Castellón.

### Nationalmannschaft
Fernando durchlief die Junioren-Nationalmannschaften Spaniens. Er nahm an der Junioren-Fußballweltmeisterschaft 1985 teil und wurde Vizeweltmeister. 1989 gab er sein Debüt in der A-Nationalmannschaft. 1990 war er Teil des Kaders, der die Weltmeisterschaft 1990 in Italien bestritt.

## Erfolge
- Aufstieg in die Primera División: 1987
- Spaniens Fußballer des Jahres: 1989 (Don Balón)
- Copa-del-Rey-Finalist: 1995